# International Review of the Red Cross
Die International Review of the Red Cross ist ein vom Internationalen Komitee vom Roten Kreuz (IKRK) zusammen mit Cambridge University Press vierteljährlich herausgegebenes Journal.

## Ziele des Journals
Es soll ein Forum für Debatten zum Humanitäres Völkerrecht, humanitären Aktionen und humanitärer Politik während bewaffneter Konflikte und anderer Gewaltsituationen sein. Als ein spezielles Journal für Humanitäres Völkerrecht fördert es die Verbreitung von Kenntnissen, kritische Analysen und die Entwicklung des Völkerrechts. Die Analyse von Fällen und Charakteristika von Konflikten sollen eine Einsicht in die humanitären Probleme dieser Konflikte geben. Es richtet sich an Regierungen, internationale Regierungs- und Nichtregierungsorganisationen, Universitäten und an alle an den humanitären Themen des Journals interessierte Institutionen und Personen. Darüber hinaus informiert es die Leserschaft über rechtliche und politische Fragen im Zusammenhang mit den Aktivitäten der Internationalen Rotkreuz- und Rothalbmondbewegung und des IKRK.
Diese als Vereinsorgan gedachte Publikation diente in den Anfangsjahren und bis 2005 der Rotkreuz-Bewegung als Sprachrohr und war offizielles Organ des IKRK. Seit der Mitherausgabe der Publikation durch Cambridge University Press ist es nicht mehr als solches zu bezeichnen.
Online sind alle Ausgaben der Review ab 1869 über die IKRK-Webseite abrufbar.
Einzelne Artikel sind heute noch in arabischer, chinesischer, französischer, russischer und spanischer Sprache über die Website des IKRK verfügbar.

## Geschichte

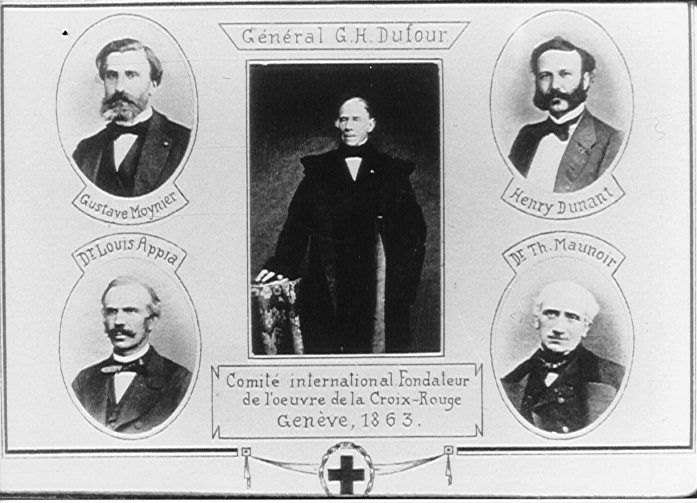
Die fünf Mitglieder des IKRK (1863)

Vor der Herausgabe der Review berichtete das Komitee von Genf aus lediglich nach Bedarf durch Informationen und Rundschreiben an die Nationalen Hilfsgesellschaften. Diese Informationen und Rundschreiben wurden 1871 in einem Band zusammengefasst und veröffentlicht.
Die Idee zu einer periodischen Zeitschrift hatte nach eigenen Aussagen der Delegierte Frankreichs, Oberst Huber-Saladin, anlässlich der Ausarbeitung einer Zusammenstellung über nationale Schriften der Hilfsvereine. 1869 berichtet er dazu: "Auf der Pariser Conferenz mit dem Berichte über die Veröffentlichung der Arbeiten der Vereine und die Schaffung neuer periodischer Organe betraut, kam ich naturgemäß auf den Vorschlag, ein internationales Journal in Genf zu begründen. Das Genfer Comité hat meine Andeutung in Erwägung gezogen und sie mit den nothwendigen Erweiterungen zum Gegenstande eines der Artikel des Circulars vom 21. September 1867 gemacht, welcher in den für diese Entscheidung bestimmten Anträgen wiederholt ist."

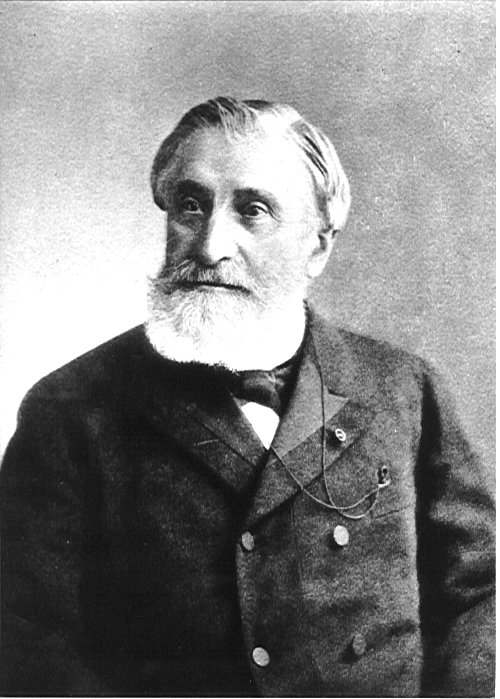
Gustave Moynier, Präsident des IKRK und erster Chefredakteur der Review

Die Herausgabe einer periodischen Veröffentlichung durch das IKRK unter der Präsidentschaft von Gustave Moynier folgt einer Resolution der II. Internationalen Rotkreuz-Konferenz aus dem Jahr 1869 in Berlin. Sie beschloss: "Die Conferenz betrachtet es als unentbehrlich, daß ein Organ geschaffen werde, welches die Central Comités der verschiedenen Länder mit einander in Verbindung setzt, und demselben diejenigen amtlichen oder anderen Thatsachen mittheilt, deren Kenntniß für sie von Bedeutung ist. Die Herausgabe dieses Organs wird dem internationalen Comité anvertraut, ohne daß dessen Mitgliedern hierbei irgend welche Aufgaben zur Last fallen dürfen. Die zu veröffentlichenden Bülletins werden periodisch, in den von dem internationalen Comité zu bestimmenden Zeitabschnitten, erscheinen." Die Frage der Kosten wurde nicht weiter diskutiert; Verhandlungen darüber sollten zwischen den nationalen Hilfsgesellschaften und dem Komitee in Genf erfolgen.

Im Juni 1869 erschien ein Rundschreiben an die Nationalen Gesellschaften, in dem das Genfer Komitee Informationen über diese neue Publikation bekannt gab.

Die 60-seitige Erstausgabe erschien im Oktober 1869 in Genf; spätere Ausgaben erschienen vierteljährlich, ab 1919 monatlich.

Gustave Moynier berichtete der V. Internationalen Rotkreuz-Konferenz (Rom, 1892) über die Arbeitsweise der Redaktion, die Finanzierung und die Mühen bei der Erstellung der neuen Ausgaben. Moynier redigierte bis zu seinem Tod im Jahr 1910 sämtliche Artikel persönlich!

## Vorgängerausgaben
Von 1869 bis 1885 erschien das Journal unter dem Titel Bulletin international Sociétés de secours aux militaires blessés (Jahrgänge 1–16), gefolgt von 1886 bis 1918 als Bulletin international des Sociétés de la Croix-Rouge (Jahrgänge 17–49). Im Jahr 1919, bis zum Jahr 1955 (Jahrgänge 1–37, Heft 6) wurde das Journal unter der französischen Bezeichnung Revue Internationale de la Croix-Rouge weitergeführt (1955–1998). Ab Heft 7 des 37. Jahrgangs, wurde der zweisprachige Titel Revue Internationale de la Croix-Rouge – International Review of the Red Cross gewählt (Jahrgänge 81–86, 1999–2004). Seit 2005 (87. Jahrgang) heißt das Journal International Review of the Red Cross. In Zusammenarbeit mit Cambridge University Press wird es seit 2006 herausgegeben.

## Sprachausgaben
Die zunächst nur französischsprachigen Ausgaben wurden weitere Sprachausgaben in Auszügen beigestellt. So wurden von 1948 bis 1961 sogenannte Supplements in englischer Sprache herausgegeben, ab 1961 als vollständige Ausgabe. 1949 folgte eine spanische Ausgabe in Form eines suplemento, seit 1976 als vollständige Ausgabe. 1988 bis 1998 gab es eine arabische und von 1994 bis 1998 eine russische Ausgabe.
Deutschsprachige Auszüge erschienen von 1950 bis 1974 als Revue internationale de la Croix-Rouge : Beilage und von 1975 bis 1996 unter dem Titel Auszüge der Revue Internationale de la Croix-Rouge : Zweimonatsschrift des Internationalen Komitees vom Roten Kreuz im Dienste der Internationalen Rotkreuz- und Rothalbmondbewegung bei einer Auflage von 600 Exemplaren. Ein Gesamtverzeichnis der Inhalte der deutschsprachigen Auszüge besteht leider nicht.

## Chefredakteure
- Gustave Moynier (1869–1871)
- Auguste Bost (1871–1872)
- Louis-Arnold Nicolet (1872–1875)
- Louis Théodore Wuarin (1875)
- Philippe Plan (1875–1885)
- Albert Henri Gampert (1885–1893)
- Paul des Gouttes (1893–1918)
- Etienne Clouzot (1919–1942)
- Henri Reverdin (1926–1945)
- Louis Demolis (1943–1954)
- Jean-Georges Lossier (1955–1976)
- Michel Testuz (1977–1986)
- Jacques Meurant (1986–1995)
- Hans-Peter Gasser (1996–2001)
- Toni Pfanner (2002–2010)
- Vincent Bernard (2011-heute)